# Merlimont
 Merlimont  es una población y comuna francesa, situada en la región de Norte-Paso de Calais, departamento de Paso de Calais, en el distrito de Montreuil y cantón de Montreuil.

## Demografía
| 1095 | 1310 | 1619 | 1832 | 2212 | 2606 |
| Para los censos de 1962 a 1999 la población legal corresponde a la población sin duplicidades (Fuente: INSEE [Consultar]) |      |      |      |      |      |